# Jacek Masłowski (hokeista)
Jacek Masłowski (ur. 1960 w Zduńskiej Woli) – polski hokeista.
Wychowanek Łódzkiego Klubu Sportowego, którego barw bronił w latach 1978–1988. W tym czasie strzelił prawie 100 bramek w hokejowej ekstraklasie. Był powoływany do reprezentacji juniorów.
Jego syn Łukasz był w przeszłości piłkarzem ŁKS-u.